# Calamagrostis pseudodeschampsioides
Calamagrostis pseudodeschampsioides är en gräsart som beskrevs av Nikolai Nikolaievich Tzvelev. Calamagrostis pseudodeschampsioides ingår i släktet rör, och familjen gräs. Inga underarter finns listade i Catalogue of Life.